# Rosanna DeSoto
Rosanna DeSoto (* 2. September 1950 in San José, Kalifornien) ist eine US-amerikanische Schauspielerin.

## Leben
DeSoto wurde am 2. September 1950 als Tochter mexikanischer Einwanderer geboren. DeSoto machte einen Abschluss in Spanischer Literatur an der San José State University.
1974 heiratete sie Jonathan Taplin, mit dem sie eine Tochter (* 1976) hat. Die Ehe hielt bis 1978. Aus der 1980 geschlossenen Ehe mit David S. Ward stammt eine weitere Tochter (* 1981).

## Karriere
Ab den frühen 1970er Jahren war DeSoto in Film- und Fernsehproduktionen zu sehen. Ihr Kinodebüt gab sie 1979 in der Komödie Zwei in Teufels Küche. 1981 war sie neben Nick Nolte in dem Drama Straße der Ölsardinen zu sehen. Eine größere Rolle folgte 1987 in der Filmbiografie La Bamba, der die Lebensgeschichte des Musikers Ritchie Valens und die Geschichte des gleichnamigen Liedes thematisiert. Für ihre Rolle der Fabiola Escalante in dem Filmdrama Stand and Deliver wurde sie bei den Independent Spirit Awards 1989 als beste Nebendarstellerin ausgezeichnet. Es folgten Nebenrollen als Ehefrau des von Dustin Hoffman verkörperten Vito McMullen in Family Business (1989) sowie als klingonische Kanzlerin in Star Trek VI: Das unentdeckte Land (1991). Danach war DeSoto nur noch selten in Kino- und Fernsehproduktionen zu sehen.
2005 erschien das von ihr geschriebene Theaterstück A Woman in Progress/Canto de Oro, Cuento de Mujer der Intar Theater group in New York.

## Filmografie (Auswahl)
- 1972: Cannon (Fernsehserie, eine Folge)
- 1973: Kung-Fu (Fernsehserie, eine Folge)
- 1975: Harry O (Fernsehserie, eine Folge)
- 1975: McMillan & Wife (Fernsehserie, eine Folge)
- 1976: Die Straßen von San Francisco (The Streets of San Francisco, Fernsehserie, eine Folge)
- 1978: A.E.S. Hudson Street (Fernsehserie, 5 Folgen)
- 1978: Rhoda (Fernsehserie, eine Folge)
- 1978: The White Shadow (Fernsehserie, eine Folge)
- 1979: Zwei in Teufels Küche (The In-Laws)
- 1979: Lou Grant (Fernsehserie, eine Folge)
- 1979: Captain Paris (Paris, Fernsehserie, eine Folge)
- 1982: Straße der Ölsardinen (Cannery Row)
- 1986: Nochmal so wie letzte Nacht (About Last Night...)
- 1988–1996: Mord ist ihr Hobby (Murder, She Wrote, Fernsehserie, 3 Folgen)
- 1987: La Bamba
- 1988: Stand and Deliver
- 1989: Family Business
- 1991: Star Trek VI: Das unentdeckte Land (Star Trek VI: The Undiscovered Country)
- 1992: Als Baby mißbraucht (Child of Rage, Fernsehfilm)
- 2000: Chicago Hope – Endstation Hoffnung (Chicago Hope, Fernsehserie, eine Folge)
- 2001: Strong Medicine: Zwei Ärztinnen wie Feuer und Eis (Strong Medicine, Fernsehserie, eine Folge)
- 2001: Reich und schön (The Bold And The Beautiful, Fernsehserie, 6 Folgen)
- 2005: Once Upon a Wedding

## Auszeichnungen
- 1989: Independent Spirit Award – Beste Nebendarstellerin (Stand and Deliver)